# District de Saint-Germain
Le district de Saint-Germain est une ancienne division administrative française du département de Seine-et-Oise de 1790 à 1795.

## Composition
Il était composé des cantons de Saint Germain, Argenteuil, Maulle, Meulan, Poissy et Triel.